# Proseni Do
Proseni Do este un sat din comuna Cetinje, Muntenegru. Conform datelor de la recensământul din 2003, localitatea are 7 locuitori (la recensământul din 1991 erau 9 locuitori).

## Demografie
În satul Proseni Do locuiesc 7 persoane adulte, iar vârsta medie a populației este de 41,6 de ani (49,3 la bărbați și 31,5 la femei). În localitate sunt 2 gospodării, iar numărul mediu de membri în gospodărie este de 3,50.
|  |

| Demografie | Demografie | Demografie |
| An         | Locuitori  | Locuitori  |
| ---------- | ---------- | ---------- |
|            |            |            |
|            |            |            |
|            |            |            |
|            |            |            |
| 1948       | 100        |            |
| 1953       | 109        |            |
| 1961       | 98         |            |
| 1971       | 52         |            |
| 1981       | 17         |            |
| 1991       | 9          | 9          |
| 2003       | 7          | 7          |

| \| Componența etnică conform recensământului din 2003[2] \| Componența etnică conform recensământului din 2003[2] \| Componența etnică conform recensământului din 2003[2] \| Componența etnică conform recensământului din 2003[2] \| Componența etnică conform recensământului din 2003[2] \| \| ----------------------------------------------------- \| ----------------------------------------------------- \| ----------------------------------------------------- \| ----------------------------------------------------- \| ----------------------------------------------------- \| \| \| \| \| \| \| \| Muntenegreni \| Muntenegreni \| \| 7 \| 100% \| \| necunoscută \| necunoscută \| \| 0 \| 0% \| |              |  |   |      |
| Componența etnică conform recensământului din 2003 |              |  |   |      |
| |              |  |   |      |
| Muntenegreni | Muntenegreni |  | 7 | 100% |
| necunoscută | necunoscută  |  | 0 | 0%   |